# Acontias mukwando
Acontias mukwando — вид сцинкоподібних ящірок родини сцинкових (Scincidae). Описаний у 2023 році.

## Поширення і екологія
Ендемік Анголи. Мешкає на краю гірського масиву Серра-да-Неве у провінції Намібе на південному заході країни. Живе у лісах міомбо.

## Опис
Acontias mukwand — представник роду Acontias середнього розміру, довжина якого становить 172,2 мм (6,77 дюйма). Цей вид не має кінцівок та  отворів для вух і відрізняється від інших представників Acontias своїми відкритими очима та 3 підборідними щитками. Має рожеву пігментацію тіла з темною дорсальною пігментацією та темно-коричневу смугу, яка проходить посередині спинної області. Середній ряд лусок нараховує від 15 до 18 лусок із 172—178 черевними лусками.